# Janusz Kapka
Janusz Kapka (ur. 1961 w Wałbrzychu) – polski siatkarz, występujący na pozycji przyjmującego.

## Kariera
W 1977 roku zdobył wicemistrzostwo Polski juniorów. W sezonie 1981/1982 występował w zespole Chełmiec Wałbrzych. W 1982 przeszedł do Płomienia Sosnowiec, gdzie grał do 1992 roku. W tym okresie rozegrał 230 spotkań w I lidze. W latach 1992–1995 reprezentował barwy Warty Zawiercie.
Po zakończeniu kariery zawodniczej był trenerem (jako II trener zdobył mistrzostwo Polski z Płomieniem Sosnowiec w sezonie 1995/1996). Pełni funkcję komisarza PLPS.